# Aiman Abdallah
Aiman Abdallah (* 3. Januar 1965 in Bad Kreuznach) ist ein deutscher Fernsehmoderator.

## Leben
Von 1978 bis 1999 war Abdallah, der deutsche und ägyptische Wurzeln hat, für den Berliner SV 1892 als Rugbyspieler aktiv. Von 1984 bis 1991 studierte er Informatik an der TU Berlin. Parallel dazu wirkte er von 1987 bis 1993 als freier Mitarbeiter beim ZDF. Von 1990 bis 1993 arbeitete er als freier Editor bei verschiedenen Produktionsfirmen. Außerdem war er als freier Mitarbeiter in der Sportredaktion des Fernsehsenders RIAS-TV in Berlin beschäftigt. Von 1993 bis 1994 arbeitete Abdallah als Sportredakteur beim Fernsehsender Deutsche Welle und als Sportmoderator beim Radiosender Kiss-FM in Berlin. 1995 wechselte er zu n-tv, wo er bis 1997 als Sportredakteur tätig war. Danach arbeitete Abdallah bis 1998 als Sportmoderator und Redakteur bei Premiere in Hamburg.
Seit 1998 ist Aiman Abdallah als Moderator beim Fernsehsender ProSieben tätig. Bekannt wurde er durch das zunächst werktäglich, zwischenzeitlich auch wochentags ausgestrahlte Magazin Galileo. Von 2006 bis 2007 konzentrierte er sich auf die Spezialausgaben von Galileo Mystery, wobei er 2006 mit Daniel Aminati erstmals einen dauerhaften Moderationskollegen erhielt. Seit September 2007 moderiert er wieder Galileo.
2001 wurde er für die Moderation der Sendung Galileo mit dem Bayerischen Fernsehpreis ausgezeichnet. 2004 waren die Sendung und er beim Deutschen Fernsehpreis in der Kategorie „Beste Informationssendung/Beste Moderation Information“ nominiert.
Aiman Abdallah lebt seit 2003 getrennt von seiner Ehefrau und hat drei Kinder.
Des Weiteren moderierte er im November 2018 die Rugbyspiele der deutschen Nationalmannschaft in der WM-Qualifikation auf Pro7-Maxx.
Moderierte Sendungen
- Galileo
- Galileo Mystery
- Galileo Spezial
- Galileo the Game
- Galileo History
- Galileo Big Pictures
- Galileo Extra
- Galileo X.perience
- Terraluna
- ProSieben Wissenspreis
- Galileo Mystery EVA Special
- Germany’s next Topmodel
- Noch Fragen? Die Antwortshow
- Joko & Klaas gegen ProSieben (unregelmäßig)